# 1.ª Brigada de Caballería (Perú)
La 1.ª Brigada de Caballería es una unidad de combate de la I División de Ejército del Ejército del Perú, acantonada en la Guarnición de Sullana, departamento de Piura al norte del Perú.

## Creación
La Primera Brigada de Caballería, fue creada el 15 de noviembre de 1957 como 1.ª División de Caballería, la misma que de conformidad a la Directiva N.º 005 H-2b/DIPLANO/07.00 de Nov 2002, dentro del proceso de reestructuración y rediseño de la Fuerza en el Ejército, cambia su denominación con fecha 1 de enero de 2003 a lo que es ahora la “1.ª Brigada de Caballería”.

## Acciones de armas
El 26 de enero de 1995, durante el conflicto en el “Alto Cenepa” la Gran Unidad se desplegó en la línea de frontera (Frontera entre Perú y Ecuador) a todas las Unidades de Cobertura para ocupar los respectivos sectores de responsabilidad, a fin de brindar la protección ante la posible amenaza del Ecuador de desconocer el protocolo de Río de Janeiro de 1942, permaneciendo en dicha zona de operaciones hasta la 1.ª quincena del mes de mayo del mismo año, no habiéndose producido ningún tipo de enfrentamiento con las Tropas y fuerzas militares del Ecuador.

## Guarniciones donde estuvo acantonada
Desde su inicio hasta la fecha los lugares que ha ocupado la 1.ª BC son los siguientes:
En el año 1958
El Comando de la 1.ª Brigada de Caballería, funcionó en el 2.º piso de lo que en ese entonces era el Servicio de Transportes del Ejército, ubicado en la Av. O'HIGGINS (Paseo de la República) donde fue el Comando de la Segunda Región Militar.
En el año 1959
A partir del 1 de enero de 1959, el Comando de la 1.ª Brigada de Caballería, se trasladó al Cuartel San Martín, en donde estaba acantonado el Regimiento de Caballería N.º 1.
En el año 1960
El 1 de enero de 1960, la organización de la 1.ª Brigada de Caballería fue aprobado por Decreto Supremo N.º 02-EMG/C del 10 Nov 59, pasando a formar parte de la I División de Ejército administrativa y operativamente.
En el mes de setiembre de 1960, el comando del Ejército ordenó que el comando de la 1.ª Brigada de Caballería se trasladara a la ciudad de Sullana, conjuntamente con el Regimiento de Caballería Blindada "Coronel Gregorio Albarracín Nº 13" que recién acababa de crearse.
El viaje se inició el 2 de octubre de 1960 en el BAP Paita, llegando a Sullana por el puerto de Paita el 071300 Oct 60.
El Regimiento de Caballería Blindada N° 13 llegó en la madrugada de ese mismo día, alojándose en el Cuartel 6 de agosto, instalación donde se encontraba alojado el Regimiento de Caballería N.º 7 en Sullana, esta misma instalación sirvió de alojamiento y ubicación del Comando de la 1.ª DC.
En el año 1962
En este mismo año la Comandancia General de la 1.ª Brigada de Caballería y su Estado Mayor se traslada a su nuevo local el mismo que estaba ubicado a la entrada del Cuartel Teniente Miguel Cortes ahora 6 de agosto (Casas Prefabricadas, las mismas que por el fenómeno de El Niño de 1983 y 1998 fueron afectadas y el año 2003 fueron completamente demolidas).
En el año 1974
La Comandancia de la 1.ª Brigada de Caballería y su Estado Mayor se trasladó a su nuevo local el 10 de marzo de 1974, dichas instalaciones estaban previstas para el casino de Oficiales, pero fueron ocupadas por el EM el que está ubicado en la ”Loma de Teodomiro” hasta la fecha.

## Comandantes Generales
| Nº | Grado              | Nombres y Apellidos           | Fecha       | Fecha       |
| 01 | Coronel            | Alejandro Sánchez Salazar     | 01 Ene 1958 | 23 Feb 1958 |
| 02 | Coronel            | Tomás Acha Monzon             | 01 Mar 1958 | 31 Dic 1958 |
| 03 | General de Brigada | Augusto Montes Gonzales       | 31 Ene1959  | 31 Dic 1959 |
| 04 | General de Brigada | Víctor Villarán Rueda         | 01 Ene 1960 | 31 Dic 1961 |
| 05 | General de Brigada | Germán Pagador Blondet        | 01 Ene 1962 | 31 Dic 1962 |
| 06 | General de Brigada | Alejandro Sánchez Salazar     | 01 Ene 1963 | 31 Dic 1964 |
| 07 | General de Brigada | Antero Dejo León              | 01 Ene 1965 | 31 Dic 1966 |
| 08 | General de Brigada | Armando Artola Azcarate       | 01 Ene 1967 | 31 Dic 1968 |
| 09 | General de Brigada | Óscar Vargas Prieto           | 01 Ene 1969 | 31 Dic 1970 |
| 10 | General de Brigada | Wilfredo Vásquez Díaz         | 01 Ene 1971 | 31 Dic 1972 |
| 11 | General de Brigada | Antero Miñano García          | 01 Ene 1973 | 31 Dic 1974 |
| 12 | General de Brigada | Francisco Miranda Vargas      | 01 Ene 1975 | 23 Set 1975 |
| 13 | Coronel            | Manuel Zegarra Ciquero        | 24 Set 1975 | 31 Dic 1975 |
| 14 | General de Brigada | David Huamán Adrianzén        | 01 Ene 1976 | 31 Dic 1977 |
| 15 | General de Brigada | Armando Chávez Valenzuela     | 01 Ene 1978 | 31 Dic 1979 |
| 16 | General de Brigada | Jorge Flores Torres           | 01 Ene 1980 | 31 Dic 1981 |
| 17 | General de Brigada | Juan Malatesta Sebastiá       | 01 Ene 1982 | 31 Dic 1983 |
| 18 | General de Brigada | Alfonso Maldonado Quintanilla | 01 Ene 1984 | 31 Dic 1984 |
| 19 | General de Brigada | Clemente Acevedo Guerrero     | 01 Ene 1985 | 31 Dic 1985 |
| 20 | General de Brigada | Juan Campos Luque             | 01 Ene 1986 | 31 Dic 1987 |
| 21 | General de Brigada | Roberto Calderón Tipacti      | 01 Ene 1988 | 31 Dic 1988 |
| 22 | General de Brigada | Horacio Mas Portocarrero      | 01 Ene 1989 | 31 Dic 1989 |
| 23 | General de Brigada | Fernando Izaguirre Escudero   | 01 Ene 1990 | 31 Dic 1991 |
| 24 | General de Brigada | Carlos Bergamino Cruz         | 01 Ene 1992 | 31 Dic 1993 |
| 25 | General de Brigada | Raúl Diez Burga               | 01 Ene 1994 | 31 Dic 1995 |
| 26 | General de Brigada | Miguel Montalván Avendaño     | 01 Ene 1996 | 31 Dic 1996 |
| 27 | General de Brigada | Luis Vegas Vizagarra          | 01 Ene 1997 | 06 Set 1998 |
| 28 | General de Brigada | Félix Alarcón Chávez          | 07 Set 1998 | 31 Dic 2000 |
| 29 | General de Brigada | Víctor Vera Betancourt        | 01 Ene 2001 | 31 Dic 2001 |
| 30 | General de Brigada | José Pérez Arguelles          | 01 Ene 2002 | 31 Dic 2003 |
| 31 | General de Brigada | César Cárdenas Figueroa       | 01 Ene 2004 | 31 Dic 2005 |
| 32 | General de Brigada | Ricardo Moncada Novoa         | 01 Ene 2006 | 31 Dic 2007 |
| 33 | General de Brigada | Leónidas Dupont Pérez         | 01 Ene 2008 | 30 Jun 2009 |
| 34 | General de Brigada | Luis Arroyo Sánchez           | 01 Jul 2009 | 31 Dic 2010 |
| 35 | General de Brigada | José Luis Vigil León          | 01 Ene 2011 | 30 Jun 2012 |
| 36 | General de Brigada | Edgardo Zapata Lazo           | 01 Jul 2012 | 31 Dic 2013 |
| 37 | General de Brigada | Jorge Luis Vargas Órtiz       | 01 Ene 2014 | 31 Dic 2015 |
| 38 | General de Brigada | Wilson Jauregui Mendieta      | 01 Ene 2016 | 31 Dic 2017 |
| 39 | General de Brigada | Gilberto Álvarez Villalobos   | 01 Ene 2018 | 30 Nov 2019 |
| 40 | General de Brigada | Max Marín Lira                | 01 Dic 2019 |             |
| 41 | General de Brigada | Domenico Maguiña La Torre     | 01 Ene 2024 |             |

## Organización
- Escuadrón Comando N° 51 (Sullana - Sullana)
- Escuadrón Policía Militar N° 51 (Sullana - Sullana)
- Escuadrón de Comunicaciones N° 51 (Sullana - Sullana)
- Regimiento de Caballería Blindada N° 5 (Poechos - Sullana)
- Regimiento de Caballería Blindada N° 13 (Querecotillo - Sullana)
- Regimiento de Caballería Blindada N° 15 (Las Lomas - Sullana)
- Regimiento de Caballería N° 7 (Suyo - Sullana)
- Regimiento de Servicios N° 51 (Sullana - Sullana)
- Grupo de Artillería de Campaña N° 51 (El Algarrobo - Sullana)
- Batallón de Ingeniería de Combate N° 51 (Sullana - Sullana)

## Lema de la Brigada
PRIMERA BRIGADA DE CABALLERÍA!
UN SOLO PUÑO
PRIMERA BRIGADA DE CABALLERÍA!
UN SOLO CORAZÓN
NUESTRO RUMBO!
SIEMPRE EL NORTE
NUESTRA CONSIGNA!
VENCER O MORIR
PRIMERA BRIGADA DE CABALLERÍA!
RA
UN SOLO PUÑO!
RA RA
UN SOLO CORAZÓN!
RA RA RA
VIVA EL PERÚ!
VIVA